# Léon d' Ymbault
Léon d' Ymbault, také Leon d'Ymbault de Manthay, Leon d' Imbault, Leon von Imbolt, Leon Imbo (1700? Dragomesti – březen/duben 1781? Černovice, Ukrajina) byl posledním moldavským starostou Černovic před anektováním Bukoviny Rakouskem v r9ce 1775.

## Původ
Léon d’Ymbault pocházel z nízké francouzské šlechty, z rodu Maltézských rytířů Ymbault de Manthay. Nevíme, kdo byli jeho rodiče. Ymbault se narodil kolem roku 1700 v tehdy benátském městě Dragomesti (dnešní Aστακός (Astakos) v řecké prefektuře Aetolie-Akarnánie). Přesné datum narození rovněž chybí.

## Kariéra

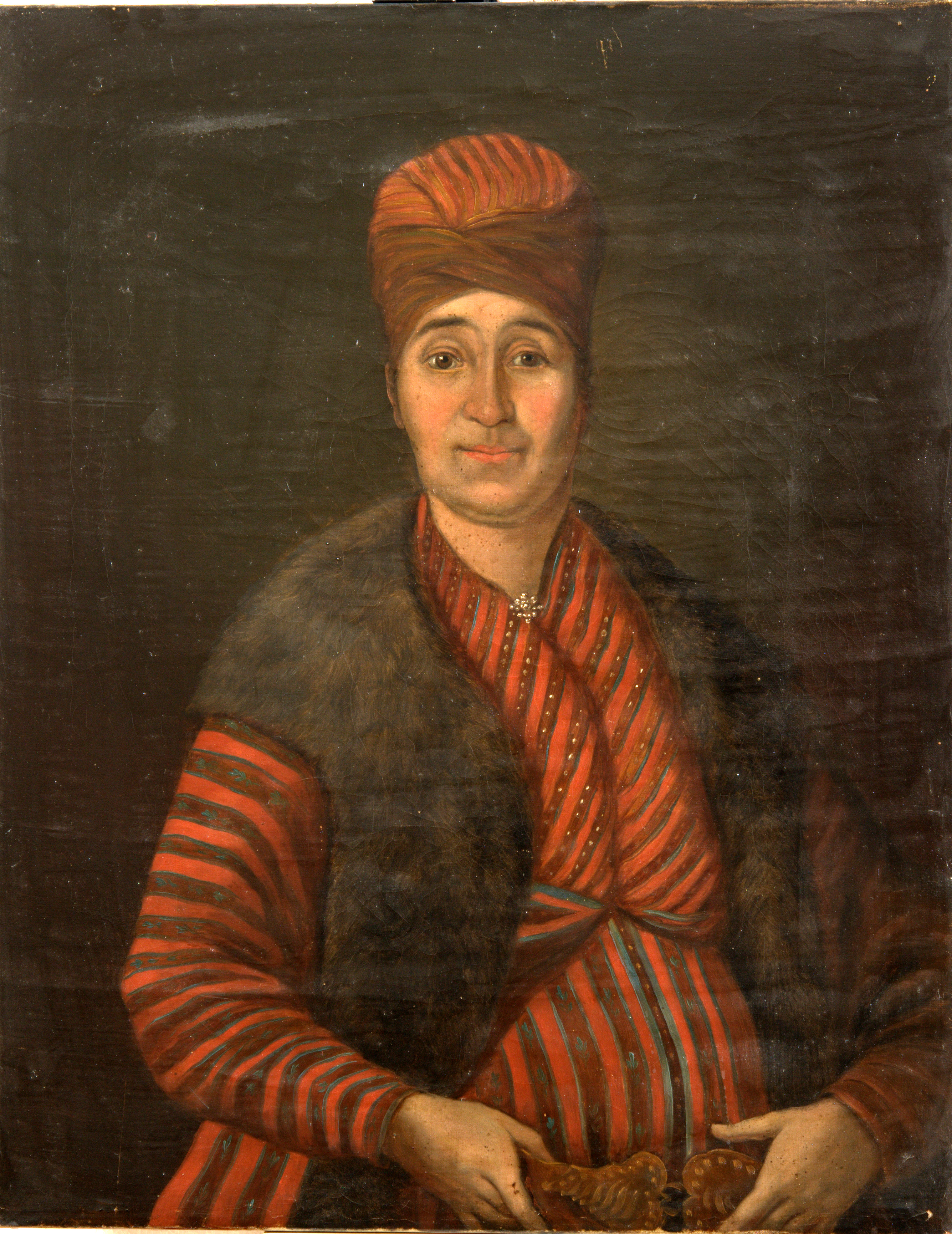
Anna Adreanna Vuczinová

Ymbault získal své vzdělání v letech 1721–1726 v kapucínském klášteře v Pera (evropská čtvrt Cařihradu). V roce 1730 získal pozici tzv. dragomana (tlumočníka) v francouzské legaci tamtéž. Poté sloužil jako mnozí podobní francouzští mladí dragomani v službách Vysoké porty: v roce 1734 byl poslán do Kandie (Kréta) a v roce 1735 do Morey (Peloponés). Jeho dobré znalosti slovanských jazyků (Dragomesti bylo vícejazyčné město, kde se mluvilo řecky, italsky, dalmatsky (srbský dialekt) a albánsky) měly vliv na jeho další kariéru. V roce 1739 Rusové přechodně obsadili Moldavský principát, museli se ovšem poté stáhnout. Od roku 1740 najdeme Ymbaulta jako dragoman ve službě moldavských princů střídavě v Jasech, Bukurešti a pozdější Bukovině. Několikrát cestoval do okolních slovanských zemí (Polsko, Rusko) – z cestovních pasů, které se zachovaly v rodinném archivu, víme, že byl v 1740/41 v Kyjevě, v roce 1749 v Krakově a v roce 1769 v Sankt Peterburku. Poslední cestu do Ruska podnikl ještě v r. 1775.

Ymbault byl v květnu 1757 jmenován kapitánem důležité pohraniční pevnosti Soroca (dnes Moldavsko) a získal titul Mare Paharnic (Velký číšník). V roce 1768 byl jmenován starostou města Černovic, kde si nechal vybudovat dům naproti kostelu Marie Paraskevy (Czernowitz kadastrální č. 352). Dům ještě existuje jako Palác Hurmuzachi-Logothetti, byl ovšem výrazně přestavěn pozdějšími adaptacemi v 19. století. 

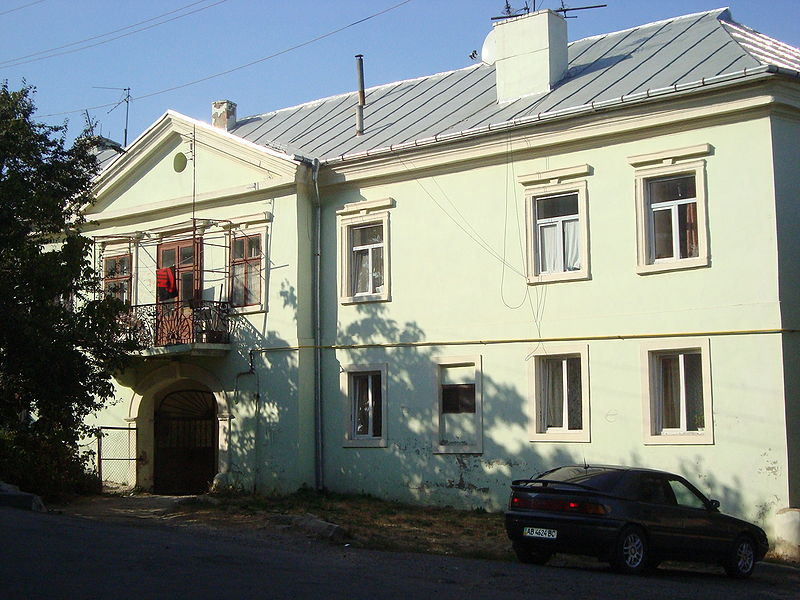
Palác Hurmuzachi-Logothetti, ul. Zankovetskaya, roh Hlavní ulice v Černovicích

 Během ruské okupace v letech 1771–1773 byl přechodně sesazen a nahrazen rumunským šlechticem Iliem Heresculem. Po odchodu Rusů Ymbault byl znovu starostou. Dle některých zpráv byl v létě roku 1773 opakovaně sesazen, tentokrát moldavskou stranou, kvůli tajným kontaktům s rakouským generálem Vincencem z Barco, velitelem pluku, který obsadil Bukovinu. Zda tato zpráva je korektní, není jasné, každopadně moldavská strana již nejmneovala nového starostu..
Po konečném rozhodnutí v roce 1775, kdy Bukovina připadla Rakousku, musel Ymbault odstoupit z postu starosty. Nicméně ještě v roce 1775 cestoval do Sankt Peterburku, pravděpodobně aby získal pomoc pro svého bývalého vládce Gregore III. Ghika u ruského dvora. Po popravení Ghiky dne 11. října 1777 se Ymbault stáhl do ústraní a žil až do smrti na svých bukovinských panstvích. Vzhledem ke skutečnosti, že ochotně financoval pohraniční vojenské pluky, se dá usuzovat, že byl vůči novým pánům loajální. Zdá se však, že se nezúčastnil oficiálního holdování nové vládkyně Bukoviny císařovny Marie Terezie dne 12. října 1777.
Dne 19. února 1781 Ymbault sepsal poslední vůli, ve které odkázal veškerý majetek své dceři a jejím dětem. To byly hlavně statky v Ober-Scheroutz (nyní Горішні Шерівці/Horišni Šerivci) a Waschkoutz (nyní Вашківці/Vaškivci). Když dne 30. května 1787 konečně došlo k registraci této poslední vůle, jeho manželka již byla zapsána jako vdova. Ymbault tedy umřel v březnu či dubnu 1781.

## Rodina
Ymbault se oženil v roce 1758, pravděpodobně v Bukurešti, s Annou Adreannou Voutsinovou (Vuczin, Wutschin, 1719–1809), která pocházela z rodu řeckých fanariotů. Manželé měli jen jediné dítě, dceru Ekatarinu d’Ymbault, nar. 27. listopadu 1759 v Bukurešti. Ekatarina se vdala za řeckého šlechtice z ostrova Zakynthos – Jakuba hraběte Logothettiho (1741–1802). Ekatarina zemřela 23. listopadu 1785. Z tohoto manželství pochází všichni američtí, čeští, maďarští, moravští, němečtí a rumunští potomci hraběcího rodu Logothetti.